# Flughafen Acapulco

i8
i11
i13
Der Aeropuerto Internacional General Juan N. Álvarez (IATA-Code: ACA, ICAO-Code: MMAA) ist der internationale Flughafen der mexikanischen Stadt Acapulco. Der Flughafen wurde nach Juan Álvarez Benítez (1790–1867) benannt, einem General und Präsidenten Mexikos, der am 15. Oktober 1821 Acapulco von Royalisten übernahm und danach Kommandant von Acapulco war.
Der Flughafen ist der größte in Mexikos südlicher Pazifikregion. Auf dem Flughafen können Flugzeuge bis zur maximalen Größe einer Boeing 747-200B  landen. Er wird betrieben von OMA (Grupo Aeropurtario Centro Norte, S.A.B. de C.V.) und ist der südlichste der 13 Flughäfen, die diese 1998 gegründete Gruppe betreibt.
Die nächstgelegenen Verkehrsflughäfen sind Ixtapa-Zihuatanejo (214 km), Toluca (288 km), Ciudad Lázaro Cárdenas (294 km), Puebla (303 km) und Puerto Escondido (304 km).
Die beste Passagierjahr für den Flughafen Acapulco war 2008, als 1.087.974 Passagiere den Flughafen nutzten.
Aus dem deutschsprachigen Raum gab es Direktflüge von Frankfurt, die von Condor durchgeführt wurden. Diese werden mit Stand 2022 nicht mehr angeboten.

## Zwischenfälle
- Am 8. August 1970 wurde eine Convair CV-990 der US-amerikanischen Modern Air Transport (Luftfahrzeugkennzeichen N5603) beim Landeanflug auf den Flughafen Acapulco zu tief angeflogen, kollidierte mit der Anflugbefeuerung und geriet in Brand. Alle acht Besatzungsmitglieder, die einzigen Insassen auf dem Überführungsflug, wurden verletzt.[5] Eines der Besatzungsmitglieder starb später an den Folgen des Unfalles.
  - Siehe auch: Flugunfall der Modern Air Transport bei Acapulco

- Am 28. Juli 1973 konnte mit einer Hawker Siddeley HS 748-259 der mexikanischen SAESA (XA-SAB) beim Üben von Touch-and-Go-Manövern auf dem Flughafen Acapulco kaum an Höhe gewonnen werden. Die Maschine schlug 1,5 Kilometer von der Startbahn entfernt nahe einem Bauernhof auf. Alle drei Besatzungsmitglieder, die einzigen Insassen auf dem Trainingsflug, wurden schwer verletzt, überlebten jedoch. Das Flugzeug wurde irreparabel beschädigt.[6]